# George Duke
George Duke (ur. 12 stycznia 1946 w San Rafael, zm. 5 sierpnia 2013 w Santa Monica) – amerykański kompozytor, muzyk, pianista jazzowy i wokalista.